# ALC-0159
ALC-0159 — химическое соединение, конъюгат полиэтиленгликоля (ПЭГ) и липида (синтетический ПЭГилированный липид). Представляет собой N,N-димиростиламид 2-гидроксиуксусной кислоты. Цепь полиэтиленгликоля состоит из 45-46 мономеров — этиленоксидов — с молекулярой массой ок. 2 кДа. Является компонентом липидной смеси в составе липидных наночастиц в вакцине против COVID-19 Тозинамеран, созданной в сотрудничестве Pfizer и BioNTech. Основным компонентом частиц является ALC-0315.